# Meyers Reisebücher

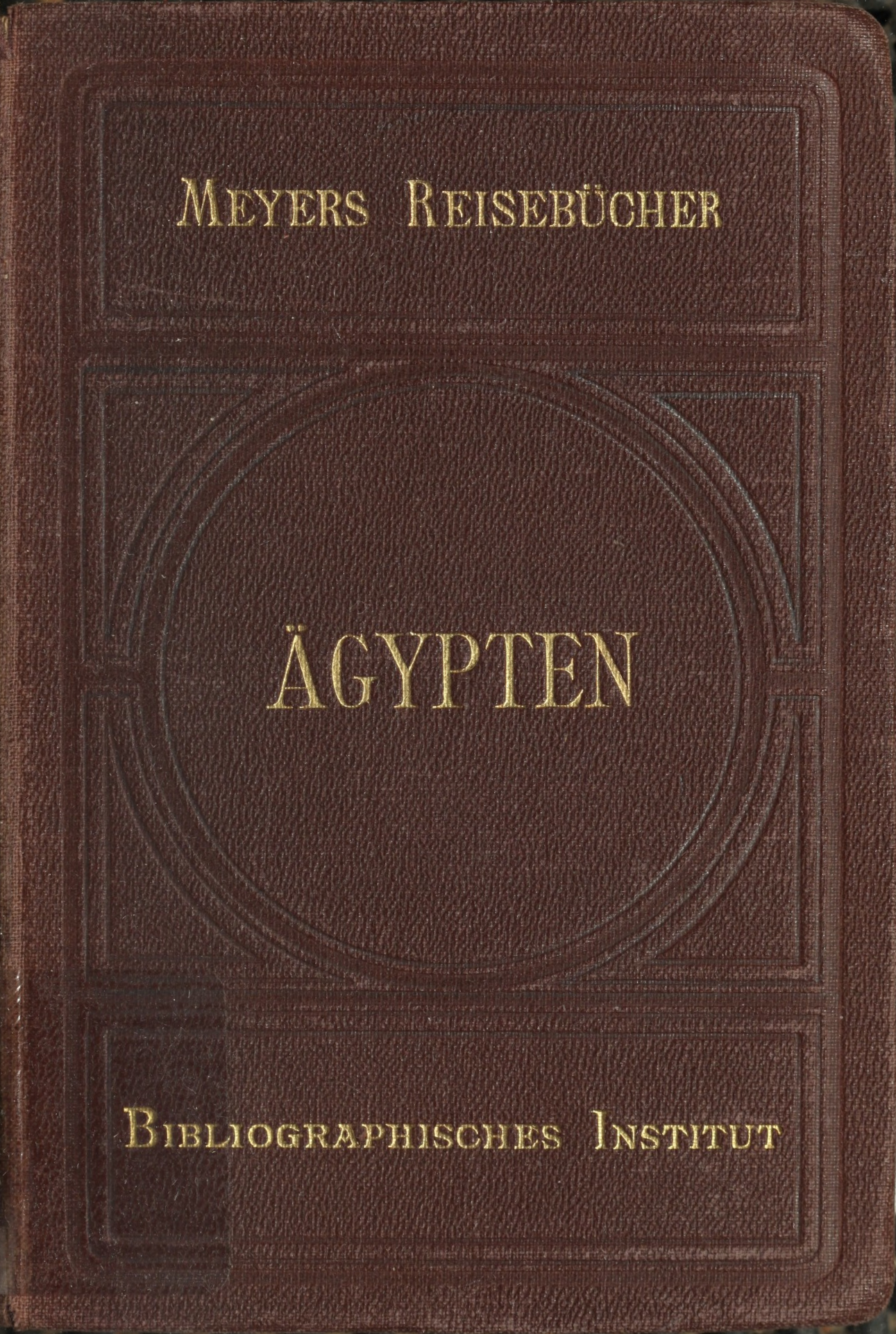
Meyers Reisebücher: Ägypten, 5. Auflage von 1909

Meyers Reisebücher erschienen von 1862 bis 1936 im Bibliographischen Institut und waren bis zum Ersten Weltkrieg, neben den im Verlag Karl Baedeker erschienenen „Baedekern“, die hochwertigsten und populärsten in deutscher Sprache herausgegebenen Reisehandbücher. Ähnlich wie bei den großen Enzyklopädien, bei denen Meyers mit Brockhaus’ Konversationslexikon konkurrierte, führte die fruchtbare Konkurrenz beider nach dem Umzug des Bibliographischen Instituts nach Leipzig (1874) auch geographisch eng benachbarten Verlage zu einer Blüte dieser Literaturgattung.

## Geschichte

### 1862 bis 1878
Seit 1862 erschienen im Bibliographischen Institut Reisehandbücher europäischer Länder und Regionen, die sich gegenüber Baedekers Reisehandbüchern durch ein größeres Format und durch eine sehr umfangreiche Ausstattung mit Karten, Plänen, Panoramen und Abbildungen auszeichneten. Beginnend mit dem „Neuesten Reisehandbuch für die Schweiz“
(1862) von Hermann Alexander Berlepsch wurde die Reihe stetig erweitert und umfasste im Jahre 1878 die folgenden Bände:
- Nord-Deutschland, Westlicher Theil
- Nord-Deutschland, Östlicher Theil
- Berlin
- Thüringen
- Rheinlande
- Süd-Deutschland
- Deutsche Alpen, Westlicher Theil
- Deutsche Alpen, Östlicher Theil
- London, England, Schottland und Irland
- Paris und Nord-Frankreich
- Süd-Frankreich
- Schweiz
- Suisse (in französischer Sprache)
- Wien
- Ober-Italien (in zwei Bänden)
- Rom und Mittel-Italien (in zwei Bänden)
- Unter-Italien (in zwei Bänden)

Zudem erschienen einige kleinformatige „Wegweiser“ mit deutlich geringerer Ausstattung:
- Thüringen
- Harz
- Riesengebirge
- Schweiz
- Italien in 50 Tagen

### 1879 bis 1914
Nachdem sich gezeigt hatte, dass Meyers Reisebücher in der bisherigen Form – wohl hauptsächlich wegen des deutlich höheren Preises – nicht mit Baedekers Reisehandbüchern konkurrieren konnten, wurde die Reihe umprofiliert. Die großformatigen Bücher wurden nach und nach durch kleinformatige Bände ersetzt; nach 1898 erschien nur noch „Rom und die Campagna“ im Großformat. Auf Abbildungen wurde größtenteils verzichtet. Allerdings wurde die Reihe immer umfangreicher; hervorzuheben sind die seit 1881 herausgegebenen „Orient-Führer“ und der erstmals 1907 erschienene „Weltreiseführer“.
Im Jahre 1914 umfasste die Reihe folgende Bände:
- Nordseebäder und Städte der Nordseeküste
- Ostseebäder und Städte der Ostseeküste
- Rheinlande
- Harz (Große und Kleine Ausgabe)
- Thüringen und Frankenwald (Große und Kleine Ausgabe)
- Dresden, Sächsische Schweiz
- Erzgebirge
- Riesengebirge
- Franken und Nürnberg
- Bayerischer und Böhmerwald
- Schwarzwald
- Oberbayern und München
- Deutsche Alpen (Erster bis Dritter Teil)
- Der Hochtourist in den Ostalpen (in drei Bänden, von Ludwig Purtscheller und Heinrich Heß)
- Norwegen, Schweden und Dänemark
- Paris und Nordfrankreich
- Riviera, Südfrankreich, Korsika, Algerien und Tunis
- Schweiz
- Österreich-Ungarn, Bosnien und Herzegowina
- Italien in 60 Tagen
- Oberitalien und Mittelitalien (bis vor die Tore Roms)
- Rom und die Campagna
- Unteritalien und Sizilien
- Das Mittelmeer und seine Küstenstädte, Madeira und Kanarische Inseln
- Ägypten und Sudan
- Palästina und Syrien
- Griechenland und Kleinasien
- Balkanstaaten und Konstantinopel
- Türkei, Rumänien, Serbien, Bulgarien
- Weltreise (1. Teil: Indien, China und Japan; 2. Teil: Vereinigte Staaten von Amerika)

### 1915 bis 1936
Der durch den Ersten Weltkrieg ausgelöste Zusammenbruch der Tourismusindustrie hatte auch massive Auswirkungen auf die Publikationstätigkeit des Bibliographischen Instituts. Bis 1920 erschienen lediglich wenige Nachauflagen, und auch danach lag der Schwerpunkt auf der Herausgabe deutscher Regionalreiseführer. Erst ab 1930 sind überhaupt nennenswerte Neuerscheinungen zu verzeichnen, doch handelte es sich meist um dünne, sparsam ausgestattete Bändchen für einzelne Gebiete. Mit der 4. Auflage des Erzgebirge-Führers im Jahre 1936 wurde die Publikation von Meyers Reisebüchern eingestellt.